# Lélia Wanick Salgado
Lélia Wanick Salgado (Vitória, 1947) es una autora, productora de cine y ecologista brasileña. Dirige la agencia de noticias Amazonas Images que fundó con su marido Sebastião Salgado en 2004.

## Trayectoria
Salgado nació en 1947 en Vitória, Espírito Santo, Brasil. Comenzó su vida profesional a los 17 años cuando se convirtió en profesora de piano. Es licenciada en arquitectura por la Ecole National Supérieure de Beaux Arts and Urbanism de la Universidad de París VII.
Conoció a Sebastião Salgado en 1964 y se casó con él en 1967. La situación política en Brasil y la oposición que manifestaron contra ella los llevó a dejar Brasil y trasladarse a Francia. Su carrera incluye el comisariado de exposiciones de Sebastião Salgado, la fundación de las revistas Photo Revue y Longue Vue, la gestión de una galería fotográfica de la Agencia Magnum y la organización de eventos culturales de fotografía. En  2015 la películaThe Salt of the Earth, producida por Lélia Wanick Salgado,  fue nominada a un Oscar en como Mejor Largometraje Documental; ganó el Premio del Público 2014 en el Festival Internacional de Cine de San Sebastián, el Premio del Público en el Festival Internacional de Cine de Tromsø 2015 y el Premio al mejor  documental en la 40.ª edición de los Premios Cesar del cine francés.
En 1998, Salgado y su marido crearon Instituto Terra, una organización ecologista que tiene como objetivo promover la restauración del valle del Río Doce. El Instituto Terra, además de promover la reforestación, promueve también la educación ambiental, la investigación científica y el desarrollo sostenible.